# التویگشاگن
التویگشاگن (به آلمانی: Altwigshagen) یک شهر در آلمان است که در مکلنبورگ-فورپومرن واقع شده‌است.

## خصوصیات
التویگشاگن ۲۸٫۸۰ کیلومترمربع مساحت دارد ۸ متر بالاتر از سطح دریا واقع شده‌است.